# Guan Zhong

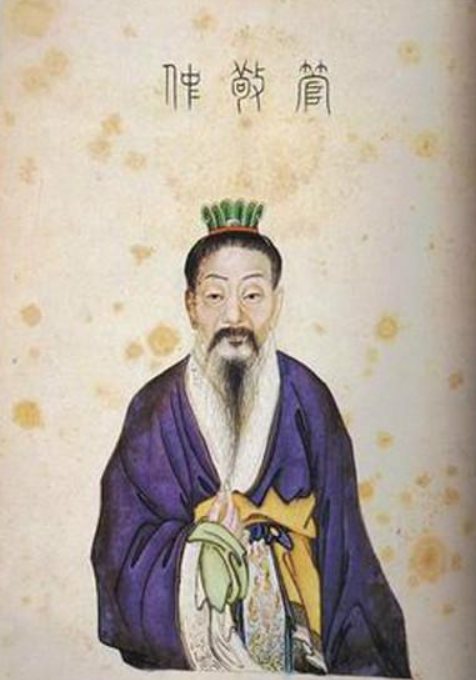
Guan Zhong

Guan Zhong (Chinees: 管仲, Hanyu pinyin: Guǎn Zhòng; ook Guanzi, Chinees: 管子; ? - 645 v.Chr.) was een beroemd Chinees politicus en filosoof uit de Lente- en Herfstperiode. Zijn roepnaam (ming) was Yiwu (夷吾).

## Leven
Guan was afkomstig uit Yingshang (颍上) (het huidige district Yingshang (颍上县) van de provincie Anhui). Hij was veertien jaar lang kanselier van de staat Qi (齊 / 齐) en intieme vertrouweling en raadsman van hertog Huan van Qi (齊桓公 / 齐桓公).
Guan Zhong was bevriend met Bao Shuya (鮑叔牙, Hanyu pinyin: Bào Shūyá), een staatsman uit Qi, die diende als minister onder hertog Huan van Qi, die Guan als kanselier aanbeval.
In vele oude teksten wordt over hem bericht, bijvoorbeeld in Zuozhuan, Lunyu en Shiji.

## Guanzi("Meester Guan")
Onder de naam Guan Zhong werd een boek genaamd Guanzi (管子) ("Meester Guan") samengesteld, waarin de daden en ideeën van Guan Zhong zijn opgetekend. 
Dit werk werd echter duidelijk pas eeuwen later gecompileerd en geld als een verzameling van verscheidene anonieme geschriften uit de Jixia-academie.
Zoals het werk Han Feizi bestaat het uit legalistische en taoïstische delen. Guan Zhong geldt als een van de vaders van het Chinese legalisme.

## Uitgaves
De Guanzi werd door Walter Allyn Rickett naar het Engels vertaald.
In het verzamelwerk Sibu congkan (四部丛刊) is een fotografische reproductie van een gedrukt exemplaar uit de Song-periode bewaard gebleven.

### Chinese literatuur
- (Ming) Liu Xu 刘续: Guanzi buzhu 管子补注 (Wenyuange Siku quanshu 文渊阁四库全书)
- (Qing) Dai Wang  戴望: Guanzi jiaozheng 管子校正 (Zhuzi jicheng, 诸子集成, Zhonghua shuju 中华书局1978)
- (Qing) Yu Yue 俞樾: Guanzi pingyi 管子平议 (Zhuzi pingyi 诸子平议, Chunzaitang quanshu 春在堂全书)
- (Qing) Hong Yixuan 洪颐煊: Guanzi yizheng 管子义证 (Jixuezhai congshu 积学斋丛书)
- Zhang Binglin 章炳鳞:  Guanzi yuyi<<管子余义>> (Zhangshi congshu 章氏丛书)
- Liu Shipei 刘师培: Guanzi jiaobu 管子补 (Liu Shenshu xiansheng yishu 刘申叔先生遗书)
- Guo Moruo  郭沫若: Guanzi jijiao 管子集校 (Kexue chubanshe 科学出版社, 1956)

### Westerse literatuur
- W. Allyn Rickett, Kuan tzu, in Michael Loewe (ed.), Early Chinese texts: a bibliographical guide, Berkeley, 1993, pp. 244-251 (beste overzicht)
- W. Allyn Rickett (ed. trad. com.), Guanzi : political, economic, and philosophical essays from early China, 2 dln., Princeton - e.a., 1985.

- Bibsys: 98029634
- Bibliothèque nationale de France: cb12072684w (data)
- CiNii: DA02683298
- Gemeinsame Normdatei: 119060272
- International Standard Name Identifier: 0000 0001 2282 4623
- Library of Congress Control Number: n81142257
- Bibliotheek van het Japanse parlement: 001347306
- Nationale Bibliotheek van Tsjechië: jx20061013005
- Nationale bibliotheek van Australië: 36731199
- Nationale Bibliotheek van Israël: 987007264064005171
- Nederlandse Thesaurus van Auteursnamen: 140213732
- LIBRIS: 188808
- Système universitaire de documentation: 029010918
- Trove: 1439041
- Virtual International Authority File: 84364272
- WorldCat: E39PBJkTbWfCXVjh3ChQfkJ7HC